# Meilen

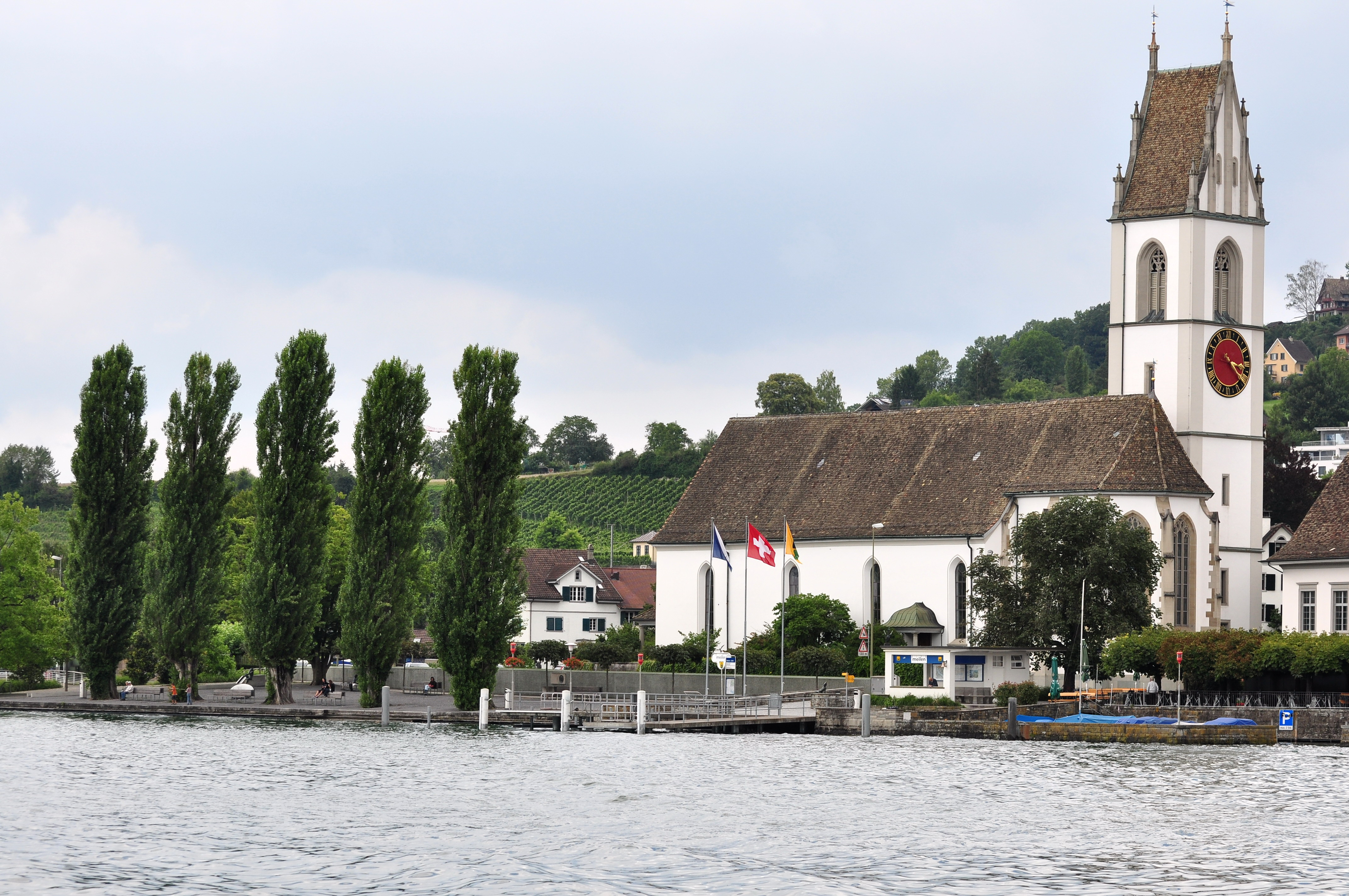
Iglesia reformada de Meilen

Meilen es una ciudad y comuna suiza del cantón de Zúrich, capital del distrito de Meilen. Limita al noreste con la comuna de Egg, al sureste con Uetikon am See, al sur con Wädenswil, al suroeste con Horgen, al oeste con Oberrieden, y al noroeste con Herrliberg. Tiene una superficie de 1193 ha.